# 1969 a jogalkotásban
1969-ben az alábbi jogszabályokat alkották meg:

## Magyarország

### Törvények (9)
- 1969. évi I. törvény 	 a Magyar Népköztársaság és a Csehszlovák Szocialista Köztársaság között Budapesten 1968. június 14-én aláírt Barátsági, Együttműködési és Kölcsönös Segítségnyújtási Szerződés törvénybe iktatásáról
- 1969. évi II. törvény 	 a találmányok szabadalmi oltalmáról
- 1969. évi III. törvény 	 a szerzői jogról
- 1969. évi IV. törvény 	 a Magyar Népköztársaság 1968. évi költségvetésének végrehajtásáról
- 1969. évi V. törvény 	 a Magyar Népköztársaság és a Bolgár Népköztársaság között Szófiában 1969. július 10-én aláírt Barátsági, Együttműködési és Kölcsönös Segítségnyújtási Szerződés törvénybe iktatásáról
- 1969. évi VI. törvény 	 a szakmunkásképzésről
- 1969. évi VII. törvény 	 a gázenergiáról
- 1969. évi VIII. törvény 	 a Magyar Népköztársaság 1970. évi költségvetéséről[1]
- 1969. évi IX. törvény a védjegyről[1]

### Törvényerejű rendeletek (43)
- Forrás: Törvényerejű rendeletek teljes listája (1949 - 1989)
- 1969. évi 1. törvényerejű rendelet 	 a Magyar Népköztársaság és a Jugoszláv Szocialista Szövetségi Köztársaság között a kölcsönös jogsegélyről szóló, Belgrádban, az 1968. évi március hó 7. napján aláírt szerződés kihirdetéséről[2]
- 1969. évi 2. tvr. 	 a Vámegyüttműködési Tanács létrehozásáról szóló, Brüsszelben 1950. december 15-én megkötött nemzetközi Egyezmény kihirdetéséről[2]
- 1969. évi 3. tvr. 	 a mezőgazdasági rendeltetésű földek védelméről szóló 1961. évi VI. törvény egyes rendelkezéseinek módosításáról
- 1969. évi 4. tvr. 	 a legelő- és apaállatgazdálkodás szabályozásáról
- 1969. évi 5. tvr. 	 a Tanácsköztársasági Emlékérem adományozásáról
- 1969. évi 6. tvr. 	 a Kandó Kálmán Villamosipari Műszaki Főiskola létesítéséről
- 1969. évi 7. tvr. 	 a Magyar Népköztársaság Kormánya és a Lengyel Népköztársaság Kormánya közötti idegenforgalmi együttműködés tárgyában Budapesten 1967. évi szeptember hó 16. napján aláírt egyezmény kihirdetéséről
- 1969. évi 8. tvr. 	 A faji megkülönböztetés valamennyi formájának kiküszöböléséről New Yorkban 1965. december 21-én elfogadott nemzetközi egyezmény kihirdetéséről
- 1969. évi 9. tvr. 	 a kisiparosok kötelező kölcsönös nyugdíjbiztosításáról szóló 1961. évi 20. törvényerejű rendelet módosításáról
- 1969. évi 10. tvr. 	 A New Yorkban 1965. július 8-án kelt, a szárazföldi államok átmenő kereskedelméről szóló Egyezmény kihirdetéséről
- 1969. évi 11. tvr. 	 a Magyar Népköztársaság és a Mongol Népköztársaság között a polgári, családjogi és bűnügyi jogsegélyről szóló, Budapesten az 1968. évi november hó 22. napján aláírt szerződés kihirdetéséről
- 1969. évi 12. törvényerejű rendelet 	 A Magyar Népköztársaság Kormánya és az Iráni Császárság Kormánya között Budapesten, az 1968. évi május hó 24. napján aláírt kulturális egyezmény kihirdetéséről
- 1969. évi 13. törvényerejű rendelet 	 A Magyar Népköztársaság és a Tunéziai Köztársaság között a légiszállítások tárgyában Budapesten, 1968. évi június hó 17. napján aláírt Egyezmény kihirdetéséről
- 1969. évi 14. törvényerejű rendelet 	 a felsőoktatási intézményekről szóló 1962. évi 22. törvényerejű rendelet módosításáról
- 1969. évi 15. törvényerejű rendelet 	 a Magyar Népköztársaság és a Bolgár Népköztársaság között a növényvédelem és a zárszolgálat terén való együttműködésről Szófiában, 1968. március 19. napján aláírt egyezmény kihirdetéséről
- 1969. évi 16. törvényerejű rendelet 	 a Magyar Népköztársaság Kormánya és a Kubai Köztársaság Kormánya között az egészségügyi együttműködés tárgyában Budapesten 1966. június 15. napján aláírt egyezmény kihirdetéséről
- 1969. évi 17. törvényerejű rendelet 	 a Magyar Népköztársaság Kormánya és az Osztrák Köztársaság Szövetségi Kormánya között a szolgálati útlevéllel rendelkezőkre vonatkozó vízumkötelezettség megszüntetéséről, Bécsben 1969. április hó 29. napján aláírt egyezmény kihirdetéséről
- 1969. évi 18. törvényerejű rendelet 	 az 1970. évi népszámlálásról
- 1969. évi 19. törvényerejű rendelet 	 a Montreuxben, 1965. évi november hó 12. napján kelt Nemzetközi Távközlési Egyezmény kihirdetéséről
- 1969. évi 20. törvényerejű rendelet 	 a Magyar Népköztársaság és a Szovjet Szocialista Köztársaságok Szövetsége között Budapesten, 1968. évi november hó 16. napján aláírt kulturális és tudományos együttműködési egyezmény kihirdetéséről
- 1969. évi 21.törvényerejű rendelet 	 a Magyar Népköztársaság Kormánya és a Szíriai Arab Köztársaság Kormánya között Damaszkuszban, az 1968. évi június hó 9. napján aláírt kulturális egyezmény kihirdetéséről
- 1969. évi 22. törvényerejű rendelet 	 az űrhajósok mentéséről, az űrhajósok hazaküldéséről és a világűrbe felbocsátott objektumok visszaszolgáltatásáról szóló nemzetközi egyezmény kihirdetéséről
- 1969. évi 23. törvényerejű rendelet 	 az 1957. évi 47. törvényerejű rendelet módosításáról
- 1969. évi 24. törvényerejű rendelet 	 a Gépipari és Automatizálási Műszaki Főiskola létesítéséről
- 1969. évi 25. törvényerejű rendelet 	 a Bánki Donát Gépipari Műszaki Főiskola létesítéséről
- 1969. évi 26. törvényerejű rendelet Kereskedelmi és Vendéglátóipari Főiskola létesítéséről
- 1969. évi 27. törvényerejű rendelet 	 a levéltári anyag védelméről és a levéltárakról
- 1969. évi 28. törvényerejű rendelet 	 a Magyar Népköztársaság Kormánya és a Szíriai Arab Köztársaság Kormánya közötti idegenforgalmi együttműködés tárgyában Damaszkuszban 1968. május hó 8. napján aláírt egyezmény kihirdetéséről
- 1969. évi 29. törvényerejű rendelet 	 a Magyar Népköztársaság Kormánya és a Török Köztársaság Kormánya között a nemzetközi közúti fuvarozás tárgyában Budapesten, 1968. évi szeptember hó 14. napján aláírt egyezmény kihirdetéséről
- 1969. évi 30. törvényerejű rendelet 	 a Magyar Népköztársaság Kormánya és a Szovjet Szocialista Köztársaságok Szövetségének Kormánya között a légiközlekedésről szóló, Budapesten, 1968. évi december hó 2. napján aláírt Egyezmény kihirdetéséről
- 1969. évi 31. törvényerejű rendelet 	 a Magyar Népköztársaság Kormánya és a Német Demokratikus Köztársaság Kormánya között Berlinben, 1969. június 20-án a vízummentes utazás tárgyában aláírt egyezmény kihirdetéséről
- 1969. évi 32. törvényerejű rendelet 	 a honvédelmi hozzájárulásról szóló 1959. évi 26. törvényerejű rendelet módosításáról és kiegészítéséről
- 1969. évi 33. törvényerejű rendelet 	 a Budapesti Orvostudományi Egyetem elnevezéséről
- 1969. évi 34. törvényerejű rendelet 	 egyes kutatói munkakörökben dolgozók határozott idejű munkaviszonyban foglalkoztatásáról
- 1969. évi 35. törvényerejű rendelet 	 az Egri Tanárképző Főiskola elnevezéséről
- 1969. évi 36. törvényerejű rendelet 	 a Budapesten, 1968. november 27. napján kelt, a Magyar Népköztársaság és az Osztrák Köztársaság között létrejött, kedvezményes vámtételek biztosításáról szóló megállapodás kihirdetéséről
- 1969. évi 37. törvényerejű rendelet 	 a Magyar Népköztársaság Kormánya és a Bolgár Népköztársaság Kormánya között az idegenforgalmi együttműködés tárgyában, Szófiában, 1969. évi január 22-én aláírt megállapodás kihirdetéséről
- 1969. évi 38. törvényerejű rendelet Felszabadulási Jubileumi Emlékérem alapításáról
- 1969. évi 39. törvényerejű rendelet 	 a dolgozók betegségi biztosításáról szóló 1955. évi 39. törvényerejű rendelet módosításáról
- 1969. évi 40. törvényerejű rendelet 	 a Magyar Népköztársaság és a Finn Köztársaság között a vízumkényszer megszüntetése tárgyában Budapesten, 1969. október 1-jén aláírt egyezmény kihirdetéséről
- 1969. évi 41. törvényerejű rendelet 	 a Magyar Tudományos Akadémiáról
- 1969. évi 42. törvényerejű rendelet 	 a magánkereskedők kötelező kölcsönös nyugdíjbiztosításáról
- 1969. évi 43. törvényerejű rendelet 	 a Magyar Népköztársaság Kormánya és Románia Szocialista Köztársaság Kormánya között a kishatárforgalomról szóló, Budapesten, 1969. június 17-én aláírt egyezmény kihirdetéséről

### Kormányrendeletek
- 1/1969. (I. 8.) Korm. rendelet Az állami földnyilvántartásról szóló 1963. évi 32. számú törvényerejű rendelet végrehajtására kiadott 37/1963. (XII. 24.) Korm. számú rendelet módosításáról és kiegészítéséről [3]
- 14/1969. (III. 28.) Korm. rendelet a bányászatról szóló 1960. évi III. törvény végrehajtása tárgyában kiadott 9/1961. (III. 30.) Korm. számú rendelet módosításáról[4]

### Miniszteri rendeletek
- 1/1969. (I. 8.) ÉVM rendelet Az építési tipizálásról[3]
- 1/1969. (I. 8.) IM rendelet a tanúk díjazásáról
- 1/1969. (I. 8.) MüM rendelet A részesedési alap felhasználásának, a magasabb vezetőállásúak anyagi ösztönzésének szabályozásáról szóló 13/1967. (X. 27.) Mü M számú rendelet módosításáról
- 1/1969. (I. 15.) KPM—EVM együttes rendelet A nyomvonal jellegű vasúti létesítmények hatósági engedélyezéséről[5]
- 1/1969. (I. 15.) KkM rendelet A Kereskedelmi Vámtarifa II. jelzésű hasábjában feltüntetett vámtételek alkalmazásáról szóló 4/1967. (XII. 23.) KkM számú rendelet kiegészítéséről
- 1/1969. (I. 15.) MM rendelet A színházak és színházjellegű intézmények egyes művészeti munkaköreiben alkalmazott dolgozók munkaviszonyáról szóló 5/1965. (VII. 16.) M M számú rendelet módosításáról
- 1/1969. (X. 15.) MéM rendelet  A mezőgazdasági üzemek építőipari munkahelyeinek vezetőiről
- 1/1969. (I. 15.) PM rendelet Az erdőhasználati járulékról szóló 32/1937. (XII. 19.) PM számú rendelet módosításáról
- 1/1969. (II. 2.) NIM rendelet a  kozmetikai készítmények előállításáról és forgalomba hozataláról szóló 8/1959. (II. 12.) Korm. rendelet végrehajtásáról
- 9/1969. (?) PM rendelet a számvitel bizonylati rendjéről.[6]
- 3/1969. (V. 16.) EüM rendelet a rovar- és rágcsálóirtószerek, valamint a riasztószerek forgalomba hozataláról és felhasználásáról
- 5/1969. (VII. 12.) KPM rendelet A Távbeszélőszabályzal kiadásáról
- 3/1969. (VII. 29.) KGM rendelet a  hegesztő szakmunkások minősítéséről és a hegesztő szakemberek továbbképzéséről
- 6/1969. (VIII. 3.) IM rendelet egyes járásbíróságok illetékességének megállapításáról
- 16/1969. (IX. 30.) ÉVM-MÉM-PM együttes rendelet az állami tulajdonban álló házingatlanok elidegenítésének szabályozásáról szóló 32/1969. (IX. 30.) Korm. rendelet végrehajtásáról
- 7/1969. (X. 7.) IM rendelet egyes bíróságok szervezetének és illetékességének módosításáról
- 15/1969. (XI. 6.) MÉM rendelet a méhészetről
- 8/1969. (XI. 25.) MüM rendelet a szakmunkástanulók részére adományozható társadalmi ösztöndíj egyes kérdéseiről[7]
- 17/1969. (XII. 19.) MÉM rendelet az élelmiszerek előállításának és forgalombaliozatalának egyes kérdéseiről[8]
- 0/1969. (XII. 20.) MüM rendelet a kollektív szerződésekre vonatkozó egye« rendelkezésekről.[9]
- 6/1969. (XII. 24.) PM  rendelet A nyereségadózásról és a vállalati érdekeltségi alapok képzéséről
- 9/1969. (XII. 28.) IM rendelet a bírósági eljárásokról szabadalmi ügyekben
- 4/1969. (XII. 28.) OMFB-IM együttes rendelet a találmányok szabadalmi oltalmáról szóló 1969. évi II. törvény végrehajtásáról
- 9/1969. (XII.29.) MM rendelet a szerzői jogi törvény végrehajtásáról
- 13/1969. (XII. 30.) MüM rendelet a szakmunkásképzésről szóló 1969. évi VI. törvény végrehajtásáról
- 41/1969. (XII. 31.) PM rendelet az iparjogvédelmi illetékekre vonatkozó egyes jogszabályok módosításáról

### Kormányhatározatok
- 1001/1969. (I.28.) Korm. határozat 1969-ben március 21-e munkaszüneti nappá nyilvánításáról[10]
- 1008/1989. (III. 16.) Korm. határozat  a tanácsok végrehajtó bizottsági titkárságainak szervezetére és működésére vonatkozó szabályokról.[6]
- 1009/1969. (111. 28.) Korm. határozat a Velencei tó és környéke üdülőfejíesztési regionális rendezési tervének jóváhagyásáról[4]
- 1040/1969. (XI. 25.) Korm. határozat az 1971-1985 közötti időszakra szóló országos távlati tudományos kutatási terv készítéséről
- 2024/1969. (X. 8.) Korm. határozat a szakmunkásképzés irányításáról és az irányítást végző szervek feladatairól

## A nemzetközi jogban
- 1969. évi Bécsi egyezmény a szerződések jogáról